# El cielo llora por mí
El cielo llora por mí  es una novela del escritor nicaragüense Sergio Ramírez publicada en 2008 por la Editorial Alfaguara de México. Esta obra es parte de una trilogía de novelas policíacas que tiene como personajes principales al inspector Dolores Morales y al subinspector Bert Dixon: El cielo llora por mí, Ya nadie llora por mí y Tongolele no sabía bailar. 

## Sinopsis
La historia está centrada en dos personajes: el inspector Dolores Morales y el subinspector Bert Dixon, ambos son miembros del Departamento de Narcóticos de la Policía de Nicaragua. Tanto Morales como Dixon son responsables de investigar la desaparición de una mujer. Sin embargo, las únicas pistas son un yate abandonado en la costa de Laguna de Perlas en el Caribe nicaragüense, un libro quemado y una camisa ensangrentada. La trama se complica cuando suceden una serie de asesinatos, incluyendo el del principal testigo. Managua, capital de Nicaragua, es la ciudad donde se desarrolla toda la historia.
La novela de Sergio Ramírez de la que se va a hablar aquí es una curiosa mezcla de novela policial al estilo clásico (lo que se ha denominado «novela de enigma») y de novela negra, ya que a la indagación de un crimen, el de la joven Sheila Marenco, y a la investigación policial encargada de desenmascarar la red de crimen organizado que opera en Nicaragua en los albores del siglo XXI, se une una veta crítica que denuncia los usos y abusos del poder en este país durante los últimos años.
En esta novela policíaca, narrada con tensión e ironía, y donde la sorpresa salta en cada página, las fuerzas del bien son a veces las fuerzas del mal. Sergio Ramírez explora los resquicios de esas fuerzas, por donde corre impetuosa la vida.

## Estructura
Según el análisis realizado en «El cielo llora por mí» (2008), de Sergio Ramírez: una simbiosis de géneros policiales, esta obra posee una estructura tripartita. Esta estructura se aviene perfectamente con un esquema de lógica secuencial dividido en planteamiento, desarrollo y desenlace. En la primera parte de la narración se propone una incógnita, en la segunda parte se la resuelve y en la tercera se hace coincidir la teoría con la praxis (esto es, conocido el delito en sus causas y consecuencias, se procede a castigarlo).
En el primer capítulo (que corresponde al jueves veintisiete de julio de 2000) se presenta a los personajes más importantes de la obra y se plantea el problema: un yate de lujo ha sido abandonado la noche del veinticinco de julio en Laguna de Perlas, al norte de Bluefields, cerca de la comunidad nicaragüense de Raitipura. Bert Dixon, inspector de policía de ese distrito (sección antidrogas), informa a Dolores Morales, su homónimo en Managua, de que en el yate hay rastros de sangre y de cocaína. He aquí el planteamiento, en este primer bloque, de los dos enigmas que van a ser dilucidados en la segunda parte de la obra: a quién corresponde la sangre que hay en el suelo del yate y si la droga tiene que ver con las actividades del narcotráfico en Nicaragua.
La segunda parte se enclava temporalmente entre la mañana del viernes veintiocho de julio y el mediodía del lunes treinta y uno de ese mes. En este bloque estructural (que abarca del capítulo segundo al decimoséptimo) se desarrolla la pesquisa y es donde se aclaran, por tanto, los misterios. Aquí tiene una importancia de primer orden el personaje de Sofía Smith, la mujer detective que, paradójicamente, trabaja como «afanadora» en las dependencias policiales.

La tercera parte de la novela abarca del capítulo decimoctavo al vigésimo quinto, y se desarrolla entre la mañana del lunes treinta y uno de julio y la mañana del martes uno de agosto. En el capítulo vigésimo asesinan al inspector Bert Dixon, lo que motiva que en los capítulos vigésimo cuarto y vigésimo quinto se dispare el operativo policial que culmina con la captura y posterior deportación de los capos de la droga y de los miembros de la red logística que tenían en funcionamiento en Nicaragua.

## Personajes principales
Inspector Dolores Morales. (Managua, Nicaragua, 18 de agosto de 1959). Es un antiguo guerrillero de la lucha contra el dictador Anastasio Somoza Debayle depuesto por la revolución triunfante del Frente Sandinista de Liberación Nacional (FSLN) en julio de 1979; fue miembro de línea de la Policía Sandinista desde su fundación (más tarde Policía Nacional), y tras recibir la baja se convirtió en un investigador privado.
Fue criado por su abuela Catalina Rayo, quien tenía un puesto de abarrotes en el mercado San Miguel, en el corazón de la vieja Managua destruida por el terremoto del 22 de diciembre de 1972. Siendo aún adolescente se incorporó a las filas del FSLN bajo el seudónimo Artemio, y tras ser parte de los comandos urbanos en la capital, pasó a una de las columnas guerrilleras del Frente Sur que pugnaban por avanzar hacia el interior del país desde la frontera con Costa Rica, comandada por el sacerdote asturiano Gaspar García Laviana, de la Orden del Sagrado Corazón. En noviembre de 1978, en uno de los combates para apoderarse de la colina 33, el mismo donde cayó herido mortalmente el propio padre García Laviana, un balazo de Galil le deshizo los huesos de la rodilla. Tras serle amputada la pierna, pues amenazaba la gangrena, fue trasladado a Cuba, donde le implantaron una prótesis.
En la Policía Sandinista fue asignado a la Dirección de Investigación de Drogas, donde llegó a obtener el grado de inspector, y en esas dependencias se encontraba prestando sus servicios cuando sobrevino la caída del poder del FSLN tras las elecciones de febrero de 1990 que ganó la candidata opositora Violeta Chamorro. Allí continuó sirviendo, sumido en el anonimato, en medio de las profundas transformaciones sufridas por la institución, que pasó a llamarse Policía Nacional, despojada de todo carácter partidario. Apegado a la modestia, siguió usando su pequeño Lada de fabricación rusa, bastante maltratado, a pesar de que los oficiales recibían ahora generosas ofertas para comprar vehículos nuevos con créditos concesionales.
Saltó a la fama en el año 1999, cuando bajo el gobierno de Arnoldo Alemán, del mismo Partido Liberal de Somoza, encabezó un operativo que terminó con la captura de los capos de la droga Wellington Abadía Rodríguez Espino, alias El Mancebo, del cártel de Cali, y Sealtiel Obligado Masías, alias El Arcángel, del cartel de Sinaloa, ambos capturados en una finca de las laderas del volcán Mombacho, cerca de la ciudad de Granada, y puestos en manos de la DEA para ser llevados prisioneros a Estados Unidos.
Dada la corrupción ya imperante, tal acción desagradó a las altas autoridades del gobierno, y el ministro de Gobernación ordenó su retiro de servicio en connivencia con el primer comisionado César Augusto Canda, bajo el pretexto de que se trataba de una acción inconsulta, y así su carrera dentro de la institución terminó abruptamente.
Subinspector Bert Dixon. Más conocido como Lord Dixon, es originario de la ciudad de Bluefields, en la costa del Caribe, también antiguo combatiente guerrillero.
Doña Sofía Smith. Colaboradora de las redes clandestinas del FSLN, en su papel de correo, y madre de un combatiente caído en la insurrección de los barrios orientales de Managua en 1979. Ella pasó a trabajar como afanadora en la Dirección de Investigación de Drogas, y dado su talento natural para las pesquisas policiales, se convirtió en asesora de hecho del inspector Morales. Disciplinada militante del FSLN, siguió fiel a su fe protestante, feligresa de la iglesia Agua Viva en su barrio El Edén, el mismo donde habita también el inspector Morales.